# Erika Buchhold
Erika Buchhold (* um 1920) war eine ehemalige deutsche Tischtennisspielerin. Sie gehörte in den 1940er und Anfang der 1950er Jahre zu den besten deutschen Spielerinnen und gewann bei Deutschen Meisterschaften vier Bronzemedaillen.

## Werdegang
1936, mit 16 Jahren, begann Erika Buchhold mit dem Tischtennissport. Sie schloss sich dem Verein TTC Schweinfurt an. Sie steigerte rasch ihre Spielstärke und nahm 1939 erstmals an der Deutschen Meisterschaft teil, wo sie gegen die spätere Titelträgerin Trude Pritzi verlor. 1939 gewann sie die Bayerische Meisterschaft im Einzel, 1942 siegte sie in Frankfurt am Main bei den Süddeutschen Meisterschaften im Einzel, Doppel und Mixed.
Nach dem Zweiten Weltkrieg spielte sie beim Verein 1. FC Schweinfurt 05. Insgesamt fünf Titel gewann sie bei Bayerischen Meisterschaften, nämlich 1939, 1946 und 1949 im Einzel sowie 1949 und 1950 im Doppel mit Edith Schmidt. Nach 1942 holte sie noch drei Mal den Titel bei Süddeutschen Meisterschaften. 1950 siegte sie mit der bayerischen Auswahl in Wuppertal beim Deutschlandpokal.
In der deutschen Rangliste belegte sie 1950 hinter Hilde Bussmann Platz zwei. Ihre größten Erfolge erzielte sie bei Deutschen Meisterschaften, wo sie vier Bronzemedaillen erkämpfte, nämlich 1950 im Einzel und im Mixed mit Buchholz (Augsburg) sowie 1951 im Doppel mit Edith Schmidt und im Mixed mit Buchholz.